# Gmina Radziłów
Die Gmina Radziłów [raˈd͡ʑiwuf] (litauisch Radziluvo valsčius') ist eine Landgemeinde  im Powiat Grajewski der Woiwodschaft Podlachien in Polen. Ihr Sitz ist das gleichnamige Dorf mit etwa 1400 Einwohnern (2006).

## Geographie
Die Gemeinde liegt im Osten Polens, etwa 25 Kilometer südlich der Kreishauptstadt Grajewo.

## Gliederung
Zur Landgemeinde Radziłów gehören Ortschaften mit einem Schulzenamt:
- Barwiki
- Borawskie-Awissa
- Brodowo
- Czachy
- Czerwonki
- Dębówka
- Dusze
- Glinki
- Janowo
- Karwowo
- Kieljany
- Klimaszewnica
- Konopki
- Konopki-Awissa
- Kownatki
- Kramarzewo
- Łoje-Awissa
- Mikuty
- Mścichy
- Okrasin
- Ostrowik
- Racibory
- Radziłów (zwei
Schulzenämter)
- Rydzewo-Pieniążek
- Rydzewo Szlacheckie
- Słucz
- Sośnia
- Szlasy
- Szyjki
- Święcienin
- Wiązownica
- Wypychy
- Zakrzewo

Weitere Orte der Gemeinde sind: Borawskie-Awissa-Kolonia, Brychy, Czaple, Grąd, Kolonie Słucz, Łazy, Łoje-Gręzko, Radziłów-Kolonia, Święcienin-Kolonia und Zawisie.

## Persönlichkeiten
- Kazimierz Gwiazdowski (* 1962), polnischer Politiker; geboren in Radziłów.